# D'A Film Festival Barcelona
El D'A Film Festival se celebra cada primavera a Barcelona i proporciona als espectadors un repàs de l'actualitat cinematogràfica mundial, oferint als espectadors la possibilitat de gaudir de la cinematografia contemporània millor valorada. En el festival es projecten una sèrie d'obres de llarg recorregut internacional, èxits i premis de crítica i públic, combinades amb propostes de nous talents i cinematografies, tant internacionals com locals. El D'A Film Festival va celebrar la seva primera edició el 2011.
El D'A Film Festival s'ha convertit en un esdeveniment imprescindible per gaudir del millor cinema independent i d'autor que es fa actualment en el món, i combina les projeccions amb la presència de directors i el diàleg amb el públic a través d'una sèrie de xerrades i tallers oberts a tothom.
El festival és una iniciativa de Noucinemart, una difusora audiovisual especialitzada en la promoció i difusió de cinema contemporani. L'equip està format per professionals amb una llarga experiència en l'organització de diverses activitats cinematogràfiques, com el BAFF - Festival de Cinema Asiàtic de Barcelona i el programa de cinema inèdit Cineambigú.